# Hiriyur, Arsikere
Hiriyur là một làng thuộc tehsil Arsikere, huyện Hassan, bang Karnataka, Ấn Độ.